# Jaskinia z Otoczami
Jaskinia z Otoczami (inne nazwy: Jaskinia z Otoczakami, Jaskinia pod Torami, Jaskinia przy Torach) – niewielka jaskinia w proterozoicznych wapieniach krystalicznych, w pobliżu wsi Ołdrzychowice Kłodzkie w gminie Kłodzko.